# Hannoa
Hannoa es un género con ocho especies de plantas  perteneciente a la familia Simaroubaceae.

## Especies
- Hannoa chlorantha
- Hannoa ferruginea
- Hannoa kitombetombe
- Hannoa klaineana
- Hannoa longipes
- Hannoa njariensis
- Hannoa schweinfurthii
- Hannoa undulata